# Pisarzowice (gmina w województwie opolskim)
Pisarzowice (do 1954 i od 1975 Lubsza) – dawna gmina wiejska istniejąca w latach 1973–1975 w woj. opolskim (dzisiejsze woj. opolskie). Nazwa gminy pochodzi od miejscowości Pisarzowice, lecz siedzibą władz gminy była Lubsza.
Gmina Pisarzowice została utworzona 1 stycznia 1973 w powiecie brzeskim w woj. opolskim; w skład gminy weszły obszary 13 sołectw: Błota, Czepielowice, Dobrzyń, Kościerzyce, Lubicz, Lubsza, Michałowice, Myśliborzyce, Nowe Kolnie, Piastowice, Pisarzowice, Szydłowice i Śmiechowice.
1 czerwca 1975 gmina weszła w skład nowo utworzonego (mniejszego) woj. opolskiego.
30 października 1975 nazwę gminy Pisarzowice zmieniono na gmina Lubsza, do której równocześnie włączono obszary sołectw Barucice, Rogalice, Raciszów, Mąkoszyce, Nowy Świat, Tarnowice i Roszkowice ze zniesionej gminy Karłowice.